# 早川長政
早川 長政（はやかわ ながまさ）は、安土桃山時代から江戸時代前期にかけての武将、大名。豊臣氏の家臣。

## 略歴
早川氏は武田信光の子・早川八郎信平を祖とする。早川太郎左衛門幸憲の子として誕生。長政の弟・左馬介一貞（貞晴）の子孫の系図によると幸憲は祖父で、父は幸憲次男の半兵衛宗貞（貞武）。
羽柴秀吉の馬廻衆を務め、近江国高時川の利水、小牧の戦い、四国攻めなどで活躍した。九州平定では生駒親正と共に箱崎に営舎を構築した。秋月種実の降伏後、益富城の城番を務めた。天正14年（1586年）、京都方広寺大仏（京の大仏）造営では作事奉行を、聚楽第行幸では関白の行列の前駆左の列に供奉をそれぞれ務めた。
天正18年（1590年）の小田原征伐では200人の兵を率いて参陣し、7月17日には片桐且元と共に鎌倉・武蔵小机の地下人に鶴岡八幡宮の修復のために茅葺き資材と人足の動員を命じた。23日には鎌倉の寺社領の安堵について徳川家康家臣の高力清長・成瀬国次に指示し、26日には清長から報告を受けている。天正19年（1591年）、増田長盛らと共に近江国を検地した。
文禄の役では高麗舟奉行、後に漢城へ駐屯した。慶長の役では目付として従軍した。文禄2年（1593年）、豊後国は大友吉統の改易後、太閤検地により41万石と算定後太閤蔵入地に組み込まれたが、閏9月に長政は大分郡内の蔵入地代官として豊後に赴任。翌 文禄3年（1594年）に、大分郡内で1万3000石の大名として取り立てられ、別に4万7000石の太閤蔵入地を預かった。当初は家島に仮館を構え、その後大友館を修理して移り住んだといわれる。伏見城の工事にも参加した。
慶長元年（1596年）閏7月12日、慶長豊後地震が発生し、別府湾の沖ノ浜（瓜生島）が津波の後、水没するなど甚大な震災を経験した。翌慶長2年（1597年）に、蔚山城の戦いでの籠城時の援軍としての働きに落ち度があったとして改易され、豊後木付に謹慎処分となる。後任の府内領主には石田三成の妹婿の福原長堯が入って、現在の府内城を築城した。しかし、秀吉亡き後の慶長4年（1599年）閏3月、加藤清正、黒田長政ら七将から三成が襲撃を受けた事に端を発する佐和山城への失脚後に、五大老の四人（主に徳川家康）によって、長堯が以前に慶長の役で軍監として不公平な報告を行った事や、府内城築城のために慶長豊後地震後の領民に過大な賦役を課したと裁定されて、長堯の府内領は没収された。このとき長政は朝鮮での働きに落ち度はなかったと判断され、慶長4年（1599年）閏3月19日、に府内城主に2万石で再び返り咲いた。
慶長5年（1600年）の関ヶ原の戦いでは西軍に所属。7月中旬に大坂淡路町橋を守備、7月下旬からの田辺城の戦いに参加し、日田領主の毛利高政と安久口に布陣した。国許の豊後では、府内留守城代の早川内右衛門が東軍の細川忠興に降伏し開城した。関ヶ原の戦い後に改易された長政は浪人生活を経て、慶長19年（1614年）の大坂冬の陣に豊臣方として大坂城に入城する。翌慶長20年（1615年）の大坂夏の陣では真田信繁の寄騎として戦い、最終決戦の5月7日は天王寺口に布陣した。大坂落城後の消息は不明。子孫は所縁のあった仙台藩に仕えたと伝えられている。子・九右衛門は府内城の降伏が縁で細川忠興の家臣となった。

## 付録
慶長4年（1599年）に五大老から、府内城を早川長政に返還する旨を記入した書状
朝鮮蔚山表、後巻の仕合わせ、今度様子聞き届け候の処、御目付衆言上の通り、相届かざる儀と存じ候間、新儀の御代官所、前々の如く返し付け候、ならびに、豊後府内の城も早川主馬（長政）に返し付け候様に申し付け候、然る上は彼表において其方落度にあらざるの段、歴然候間、その意を得らるべく候、恐々謹言
（慶長四年）閏三月十九日
利長
輝元
景勝
秀家
家康
蜂須賀阿波守殿
黒田甲斐守殿